# Sanda Toma (remadora)
Sanda Toma   (Ștefănești (Botoșani), 24 de febrer de 1956), de casada Urichianu, és una remadora romanesa, ja retirada, que va competir durant les dècades de 1970 i 1980.
Toma s'havia iniciat en l'handbol i l'atletisme, guanyant quatre títols nacionals júnior en proves de llançament abans de canviar al rem el 1976. Durant tres anys consecutius va ser nomenada la millor esportista de Romania, el 1979, 1980, 1981.
El 1980 va prendre part en els Jocs Olímpics de Moscou on guanyà la medalla d'or en la prova de scull individual del programa de rem. Aquesta fou la primera medalla d'or olímpica de la història del rem romanès.
En el seu palmarès també destaquen dues medalles d'or al Campionat del món de rem de 1979 i 1981.